# Ян тен Комп

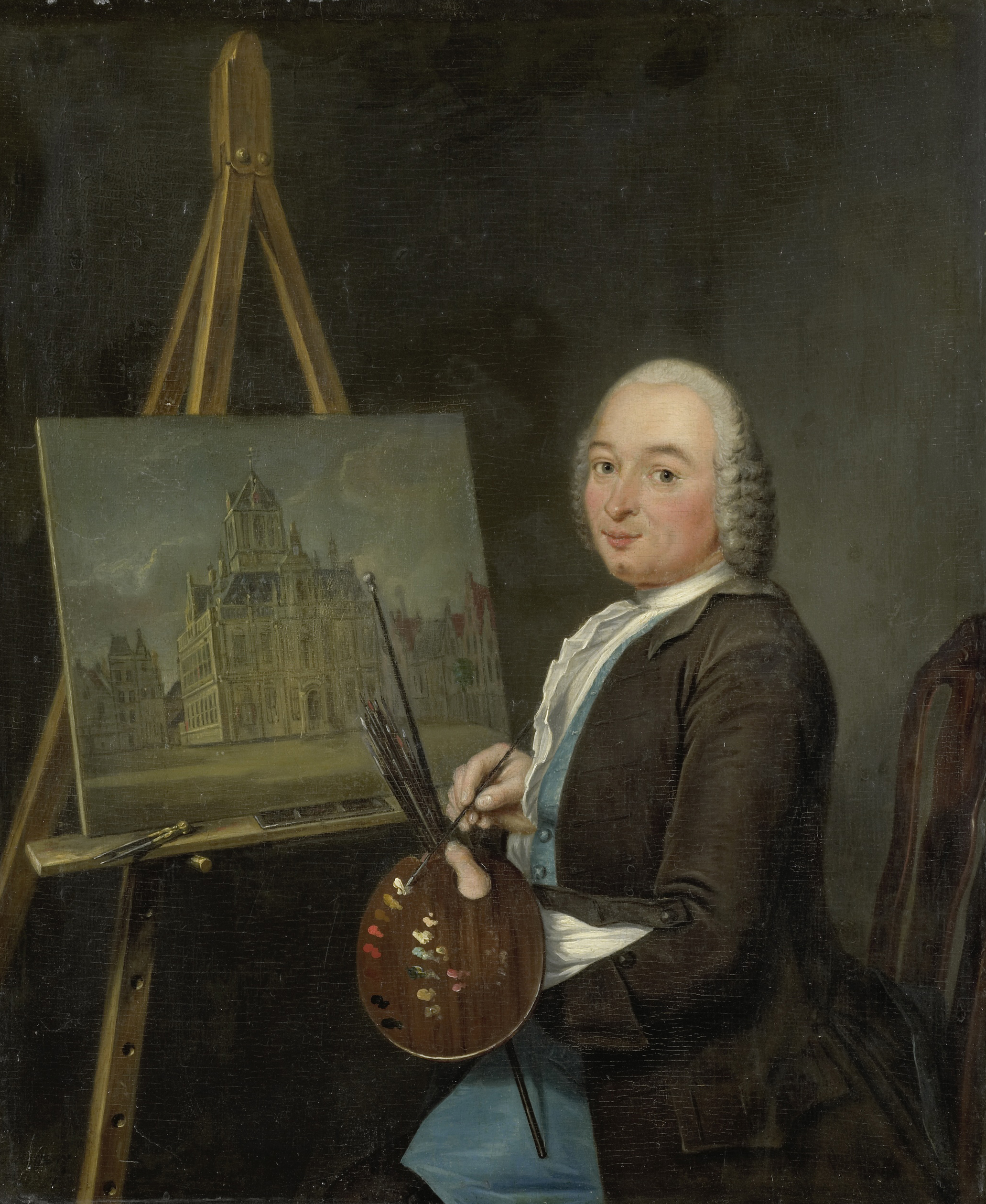
Jan ten Compe, зображений Тибутом Регтерсом у 1751 році.

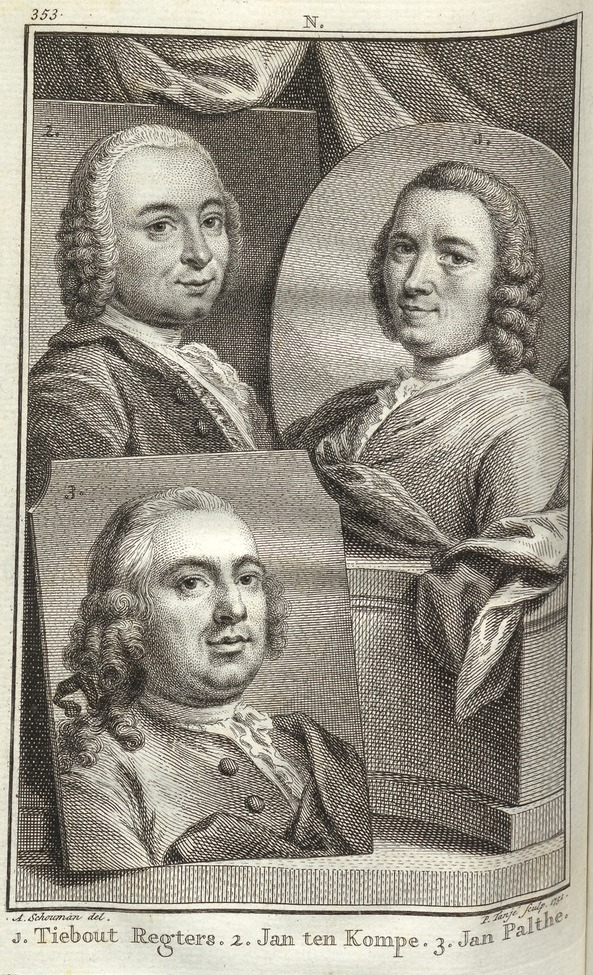
Ян тен Комп верхній зліва в Nieuw Schouburg у Яна ван Гола

Ян тен Комп (1713, Амстердам — 1761, Амстердам), був живописцем пейзажу XVIII століття з Північних Нідерландів.

## Біографія

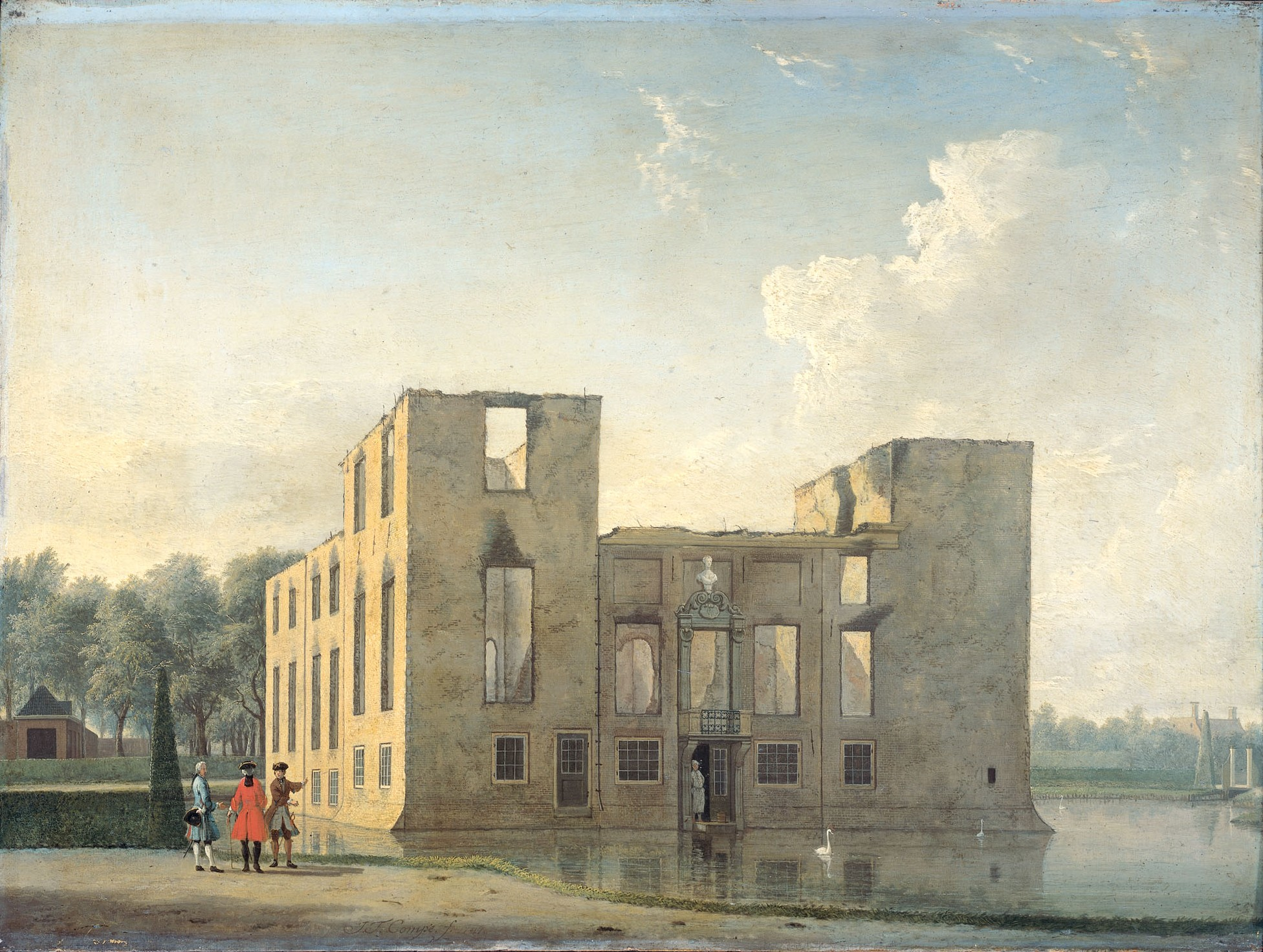
Замок Беркенроде після пожежі 1747 року.

За словами його біографа Яна ван Гола, він був послідовником Яна ван дер Гейдена та Герріта Беркхейда. Його роботи були затребувані заможними меценатами, такими як мер Рендорпа Амстердама та містер Де Гроот Гааги, де Ван Гол побачив його картини видатних будівель та визначних пам'яток Роттердаму, Дельфта, Гааги, Лейдена, Гарлема та Амстердама.
За даними інституту історії мистецтв Нідерландів (RKD), він був учнем Дірка Даленса III та викладачем Geerit Toorenburgh. Він також був відомий як Jan ten Kompe або IT Conyn.